# Bucranium bicornutum
Bucranium bicornutum is een spinnensoort in de taxonomische indeling van de krabspinnen (Thomisidae).
De wetenschappelijke naam van de soort werd voor het eerst geldig gepubliceerd in 1917 door Cândido Firmino de Mello-Leitão.